# شلومبرغر سيد
تعد SEED، المعروفة أيضًا بـ براعة شلمبرجير في تطوير التعليم، مؤسسة تعليمية عالمية ممتدة لا تستهدف الربح داخل شلمبرجير المحدودة، وهي شركة عالمية لخدمات حقول النفط. وقد تبنت شلمبرجير التعليم كموضوع رئيسي لتواصلها بالمجتمع، والذي يتألف من عدة مبادرات: SEED ومؤسسة شلمبرجير والمبادرات المحلية التي تتبناها كلٌ من جيوماركتس التابعة لها والموظفين في أوقاتهم الخاصة.
تتمثل رسالة SEED في إلهام التربويين والتأثير عليهم وتمكينهم في المجتمعات متدنية الخدمة حيث يعمل ويعيش أفراد شلمبرجير لإشراك الشباب في العلم والتكنولوجيا. وتهدف SEED إلى بناء مجتمعات التعلم وبيئات مشاركة المعرفة حيث يتعاون كل من التلاميذ والتربويين والمتطوعين في مشاريع بلغاتهم المحلية. ويقوم برنامج SEED على التزام المتطوعين من داخل مجتمع شلمبرجير -الموظفين والمتقاعدين وأسرهم- بالتواصل مع هؤلاء الطلاب وبث روح الحماس فيهم للعلوم والتكنولوجيا والتعلم.[بحاجة لمصدر]

## التاريخ
تأسست SEED على يد سايمون أمبر، مدير البرنامج الحالي ونائب رئيس شلمبرجير، في عام 1998. إلا أن فكرة تأسيس SEED قد ظهرت في عام 1993. وقد نظمت أمبر اجتماعًا للتعارف مع سيمور بيبرت، أستاذ ومؤسس مجموعة مستقبل التعلم في مختبر الوسائط في معهد ماساتشوستس للتكنولوجيا (MIT)، والذي أصبحت شلمبرجير راعية مشتركة معه فيما بعد. وقد اصطحبت صديقها إلى الاجتماع الذي كان يتناول موضوع تكنولوجيا التعليم. وبعد الاجتماع، اقترحت على بيبرت مناقشة اهتمامها بالتواصل التعليمي، وقد شاركها أفكاره ومعارفه.[بحاجة لمصدر]
بدأت الفكرة الأولى لتأسيس SEED تتشكل في ذهن أمبر كمبادرة مصممة «للمساعدة في سد فجوة الانقسام الرقمي» من خلال تقديم الخبرات الغزيرة التي تمتلكها شلمبرجير، أي المعرفة العلمية والتكنولوجيا (الكمبيوتر ومصادر الإنترنت)، للمجتمعات متدنية الخدمة في جميع أنحاء العالم، حيث يعمل ويعيش أفراد الشركة. واستغرق تطوير هذه الفكرة عدة سنوات، استغلت خلالها أمبر مهارات شبكة العمل الشخصية الخاصة بها بالإضافة إلى موظفيها. وذلك إلى أن توصل أحد أعضاء فريقها إلى الاختصار SEED، الذي يشير إلى براعة شلمبرجير في تطوير التعليم، لوصف المشروع الناشئ لتوفير التكنولوجيا والدعم التطوعي لمجتمعات شلمبرجير.[بحاجة لمصدر]
في عام 1997، قامت أمبر بتعيين فريق من الزملاء المتطوعين للبدء في تطوير موقع ويب وخطة عمل. وبعد ذلك، وافق إيوان بيرد، رئيس مجلس إدارة شلمبرجير، على ميزانية SEED الأولى في نهاية عام 1997، مما حول الفكرة إلى واقع ملموس. وفي عام 1998، بدأت SEED عملياتها في مكتب بمقر شركة شلمبرجير المحدودة السابق في نيويورك. وقد تعاقدت أمبر مع كل من مايكل تمبل، معلم ومؤسس مؤسسة لوغو، وهي مركز غير ربحي لتعلم لوغو Logo (لغة برمجة)، وباسكال برنر، مستشار غير هادف للربح، لوضع برنامج تطوعي بالاستعانة بموظفي شلمبرجير ومحتوى تعليمي قائم على العلوم وبرنامج منح يوفر أجهزة كمبيوتر وخدمة وصول للإنترنت ودعمًا تقنيًا لمدارس محددة في المجتمعات متدنية الخدمة حيث تجري شلمبرجير عملياتها. وفي أواخر عام 1998، وقعت SEED أول اتفاقية لها مع مدرسة في فنزويلا لإطلاق برنامج تجريبي وسرعان ما نجحت بعد ذلك في تجهيز المدرسة بأجهزة الكمبيوتر وخدمة الإنترنت والمتطوعين (انظر العروض - المتطوعين أدناه) الذين قاموا بتوفير الدعم التقني.[بحاجة لمصدر]
وعلى مدار السنوات التالية، نمت SEED بسرعة من حيث الحجم والنطاق لتصبح مؤسسة دولية تقوم كل عام بضم مدارس في العديد من البلدان إلى شبكة برنامج المنح المتنامي الخاص بها. وقد جاء توسعها السريع بشكل كبير نتيجة للوعي الدولي المتزايد بالانقسام الرقمي وفجوة المعرفة والتكنولوجيا بين الدول المتقدمة والدول النامية؛ وإلى التعبير المتزايد عن الاحتياجات التعليمية واحتياجات بناء القدرة من قِبل المجتمعات المحلية ووزارات التعليم الوطنية التابعة لها في البلدان التي يعيش ويعمل فيها أفراد شلمبرجير؛ وإلى إضفاء طابع الرسمية بشكل متزايد على برمجة المسؤولية الاجتماعية للشركة في جميع أنحاء العالم.
فحقيقة أن SEED تقدم حلاً مبنيًا على المعرفة، بالإضافة إلى آخر مبني على التكنولوجيا، قد منحت البرنامج شعبية ونجاحًا. وفي عام 2003، شرعت SEED في استضافة ورش عمل تعليمية عملية لتعزيز تركيز SEED على التعلم التجريبي (انظر الفلسفة أدناه). وفي عام 2006، غيرت SEED اسم برنامج منح الاتصال الخاص بها إلى برنامج شبكة المدارس (SNP)، والذي يعكس على نحو أكثر دقة عملها وعلاقاتها مع المؤسسات التعليمية الممنوحة. وفي عام 2007، وخلال السنة العاشرة لعملها، وقعت SEED عقد منح برنامج شبكة المدارس (SNP) المئتين، مرة أخرى مع مدرسة في فنزويلا، وفي عام 2008، دخلت SEED الدولة الأربعين من مجموع الدول التي تعمل بها. كما إن التعاون المستمر مع مختبر الوسائط بمعهد ماساتشوستس للتكنولوجيا (MIT) والشبكة الدولية للتعليم والموارد (iEARN) وموقع MaMaMedia وشركاء التفكير الاحترافي (سمارت وايرد) وشركة ميلتون غلاسر ومحمول لكل طفل (حاسوب نقال لكل طفل) وجمعية التعليم التنظيمي (SoL)، إلى جانب المنظمات التعليمية الأخرى ذات التفكير التقدمي، قد ساعد SEED في الحفاظ على رواج أفكارها وعملها.[بحاجة لمصدر]

## الفلسفة
«التعلم خلال العمل»: التعليم على طريقة SEED
تتوفر للطلاب والمعلمين الذين يشاركون في أنشطة SEED فرصة فيّمة للتعامل مع أجهزة الكمبيوتر والإنترنت، إلا أن «التعلم الفعال»، وليس تكنولوجيا المعلومات، هو من صميم تجربة SEED. ويعد التعلم الفعال أساس "التعلم البنائي"، الذي استمدت منه SEED المنهج التعليمي المبني على أساس المشاريع والذي تستخدمه في المدارس بجميع أنحاء العالم. وتقوم النظرية البنائية، التي ابتكرها سيمور بيبرت (انظر التاريخ أعلاه)، على عمل عالم النفس التربوي جان بياغيت وعلى فكرة أن الأفراد يتعلمون من خلال بناء معرفة جديدة بشكل فعال. وتحتفظ SEED بعلاقة عمل ناجحة مع مختبر الوسائط بمعهد ماساتشوستس للتكنولوجيا (MIT) (انظر التاريخ أعلاه)، حيث يعمل بيبرت وتتعاون SEED مع المختبر لتطوير ممارسات وتكنولوجيا التعليم.[بحاجة لمصدر]
«التعلم خلال العمل (LWD)» هو الاسم الذي أطلقته SEED على شكل التعلم البنائي/الفعال الخاص بها. ويجمع منهج SEED للتعلم خلال العمل (LWD) الأطفال والبالغين في أجواء تعليمية ليصبحوا متعلمين نشطين من خلال اختيار المشروعات والعمل فيها معًا. كما توظف SEED منهج التعلم خلال العمل (LWD) الخاص بها في بيئات ورش العمل والفصول الدراسية في جميع أنحاء العالم، مما يعزز من التفاعل بين المعلمين والطلاب الذين يتعلمون معًا أثناء عملهم في مشاريعهم واستخدامهم لأجهزة الكمبيوتر والإنترنت كأدوات تمكين فعالة. ينقل المعلمون والطلاب المشاركون في ورش العمل عملية التعلم هذه المبنية على التجربة إلى مدارسهم وفصولهم المحلية عند عودتهم لأوطانهم. وقد أثبتت تجربة ورش العمل أنها طريقة فعالة لتعزيز التفاعل والاهتمام بالتثقيف العلمي بين المراهقين.[بحاجة لمصدر]

## العروض
تتبنى SEED منهجًا متشعبًا رباعي الاتجاهات لتعزيز تعليم العلوم:
يدعو برنامج شبكة مدارس SEED المدارس متدنية الخدمة المؤهلة للتقدم بطلب من خلال الدعوة فقط لمنح تستمر لعامين توفر مكونات الكمبيوتر المادية وبرامجه، والاتصال بالإنترنت والخدمات ذات الصلة، إضافة إلى المصادر التعليمية والإرشاد التخطيطي المستقبلي. وخلال دورة حياة المنحة، تعمل SEED مع المدارس الموجودة بشبكة عملها لضمان استمرارية البرنامج حال انتهاء المنحة. كما أنها ترعى صندوق تمويل أعمال SEED الذي يسعى إلى تطوير مجتمع من الأفراد النشطين والواثقين والملتزمين بالمساهمة في قضايا مجتمعاتهم بطريقة إبداعية وإيجابية ومستدامة. كما يطور صندوق تمويل أعمال SEED تطبيق التعلم من مشاريع ورش العمل من خلال الطلاب والمعلمين في مدارس SEED عن طريق تقديم مساعدة مالية محدودة لاستمرارية المشاريع.[بحاجة لمصدر]
ومن خلال دعم استخدام أجهزة الكمبيوتر والإنترنت في مدارس شبكة SEED، تحتفظ SEED بموقع ويب يضم مركز العلوم على الإنترنت الذي يوفر مجموعة كبيرة من الفرص والمصادر التعليمية للمتعلمين والمعلمين بسبع لغات: العربية والصينية والإنجليزية والفرنسية والبرتغالية والروسية والإسبانية. ويتضمن محتوى موقع الويب تغطية شاملة لموضوعات مثل الماء والتغير المناخي والطاقة والصحة والسلامة ومقالات تتناول مجموعة مختلفة من الموضوعات المتعلقة بالعلوم، والتي تتحقق غالبيتها عن طريق المتطوعين الذين يشاركون بخبراتهم فيها. ويقدم موقع الويب أنشطة مثل التجارب المعملية والتحديات الهندسية والألغاز الرياضية ليستخدمها المعلمون مع طلابهم. كما يوفر إمكانية الوصول إلى الخبراء الموظفين في شلمبرجير الذين يجيبون عن الأسئلة المتعلقة بالمشاريع والأنشطة.[بحاجة لمصدر]
توفر البرامج التعليمية من SEED للطلاب والمعلمين في مدارس شبكة SEED إمكانية الوصول لورش عمل عملية بالإضافة إلى أنشطة ومشاريع على الإنترنت باستخدام أسلوب التعلم أثناء العمل (LWD). ويوجد نموذجان أساسيان لورش عمل SEED: ورش العمل التعاونية التي تجمع الطلاب والمعلمين من العديد من المدارس في بلد واحد وورش العمل المدرسية المُقامة في مدرسة واحدة تضم ما يصل إلى 20 طالبًا مع معلم واحد أو أكثر. وورش العمل عبارة عن أحداث تتراوح مدتها من نصف يوم إلى عدة أيام وتضم مشاركين في مشاريع التكنولوجيا والعلوم المبنية على الموضوعات. وهذه الخبرات تعزز العمل الجماعي والفهم بين المتعلمين والمرشدين في مدرسة واحدة أو بين مختلف المدارس والدول. بالإضافة إلى ذلك، تقوم SEED بإجراء ورش عمل للمسهلين لمدة يوم أو يومين قبل ورش العمل التعاونية مباشرةً بهدف إعداد عدد صغير من المسهلين - متطوعي شلمبرجير ومعلميها وبعض طلابها - لقيادة ورشة العمل التعاونية. ومن حين لآخر، تستضيف SEED ورش عمل المتطوعين لموظفي شلمبرجير وزوجاتهم، ليتعرفوا على SEED وعروضها ولإعدادهم ليصبحوا مسهلين في ورش العمل المدرسية والتعاونية.[بحاجة لمصدر]
وكنتيجة لورش العمل، قامت SEED بإنشاء مواد التعلم التي تتضمن تجارب جاهزة من SEED وأنشطة وكتبًا ومقالات من مركز العلوم على الإنترنت، والتي يمكن استخدامها في الفصل المدرسي أو في أي مكان. ومن بين هذه العروض، جاء مشروع SEEDKIT (مجموعة أدوات SEED) كنشاط متنقل قصير المدى يمكن للمتطوعين والمعلمين استخدامه لقيادة الطلاب من خلال تحدٍ علمي. وتعمل SEED على إتاحة العديد من تلك العناصر من خلال متجر SEEDSTORE، وهو عبارة عن كتالوج تجاري على الإنترنت يمكن لأي شخص الوصول إليه.[بحاجة لمصدر]
يعد المتطوعون هم جوهر عروض SEED جميعها، وهم الذين يكرسون وقتهم وخبراتهم لتعزيز تعليم العلوم والتكنولوجيا من خلال SEED. ويضم متطوعو SEED موظفي شلمبرجير الحاليين والسابقين وعائلاتهم، الذين يقدمون معرفتهم ووقتهم لتحقيق النفع للمجتمعات متدنية الخدمة في البلدان التي تجري فيها شلمبرجير عملياتها.[بحاجة لمصدر]
كما تقوم SEED بنشر رسالة إخبارية إلكترونية، SEEDLINK، بالإضافة إلى ميزة الأخبار التحليلية، والمقاطع الصوتية، للحفاظ على اطلاع المتطوعين والأعضاء المهتمين من عامة الشعب على أنشطة المنظمة.[بحاجة لمصدر]

## تكريمات
- جائزة أداء شلمبرجير البرونزية (2005)
- جوائز التميز من مجلس البترول العالمي - المسؤولية الاجتماعية (2002)

## وصلات خارجية
- SEED
- متجر SEEDSTORE[وصلة مكسورة]
- أخبار SEEDLINK الإلكترونية
- شلمبرجير المحدودة
- مؤسسة شلمبرجير
- موقع سيمور بيبرت الإلكتروني
- مختبر الوسائط بمعهد ماساتشوستس للتكنولوجيا (MIT)
- مؤسسة لوغو - معلومات ومصادر لتعلم لغة لوغو للبرمجة (Logo) وتدريسها
- مجموعة مستقبل التعلم بمعهد ماساشوستس للتكنولوجيا (MIT)
- لوحة GoGo - منصة إنسان آلي تعليمية مفتوحة المصدر ومنخفضة التكلفة مستوحاة من مبادئ النظرية البنائية، وتم تطويرها في مختبر الوسائط بمعهد ماساتشوستس للتكنولوجيا (MIT)
- شركاء التفكير الاحترافي
- سمارت وايرد
- شركة ميلتون غلاسر
- iEARN (الشبكة الدولية للتعليم والموارد)
- MaMaMedia نسخة محفوظة 28 ديسمبر 1996 على موقع واي باك مشين.
- OLPC (حاسوب نقال لكل طفل)
- جمعية التعليم التنظيمي (SoL)